# Halenia schultzei
Halenia schultzei är en gentianaväxtart som beskrevs av Gilg apud Allen. Halenia schultzei ingår i släktet Halenia och familjen gentianaväxter. Inga underarter finns listade i Catalogue of Life.